# Rinconada Acolapa
Rinconada Acolapa es una localidad del estado mexicano de Morelos. Es parte del municipio de Tepoztlán.

## Toponimia
El nombre «Acolapa» proviene de los términos en náhuatl: atl, agua; coltic, doblez o torcedura; apan, río. Su significado es «Curva del río».

## Demografía
| Censo | Población |
| ----- | --------- |
| 2000  | 3490      |
| 2010  | 3205      |
| 2020  | 2772      |